# Imouzzer Kandar
Imouzzer Kandar è una città del Marocco, nella provincia di Sefrou, nella regione di Fès-Meknès.
La città è anche conosciuta come Immūzār Kandar, Imouzzer, Immouzer.